# Любарський Семен Васильович
Люба́рський Семе́н Васи́льович (20 травня 1878, м. Тишівці (нині Томашівський повіт, Люблінське воєводство, Польща) — 1944, Скригічин, Грубешівський повіт, Холмщина) — український громадсько-політичний і церковний діяч на Холмщині, народний вчитель. Член Української Центральної Ради (1917—1918). Посол до Сейму Польщі (1922—1928). Автор статей з історії та етнографії Холмщини.

## Біографія
Народився 20 травня 1878 року в селянській родині в Тишівцях, що на Холмщині. Свою громадську діяльність починав як народний учитель, друкував статті з історії та етнографії Холмщини. У 1900 році закінчив учительську семінарію у Холмі. Був вчителем у Дубенці, потім у Скригічині, де мешкав до кінця життя. Навчав дітей за найновішими методиками та виховував їх у національному дусі. Був одним з організаторів українського громадсько-освітнього життя в Грубешівському повіті, зокрема проводив нелегальні курси української мови для дорослих. Під час Першої світової війни закінчив фельдшерську школу та служив санітаром на фронті.

### Участь уреволюційних подіях 1917—1920 років
Був членом обраного на київському з'їзді Холмського губерніального виконавчого комітету, пізніше у 1917 році став депутатам Української Центральної Ради, був уповноваженим представником Української Центральної Ради на Грубешівщині.
У листопаді 1918 — лютому 1920 року і червні — вересні 1920 року заарештований та інтернований польською владою. Після звільнення був одним з активних очільників українського політичного руху на Холмщині та Підляшші, згодом став членом першої Української Парляментарної Репрезентації у Варшаві. Виступав проти націоналістичної політики керівництва Польщі, закриття православних церков та українських шкіл.

### Діяльність у міжвоєнній Польщі

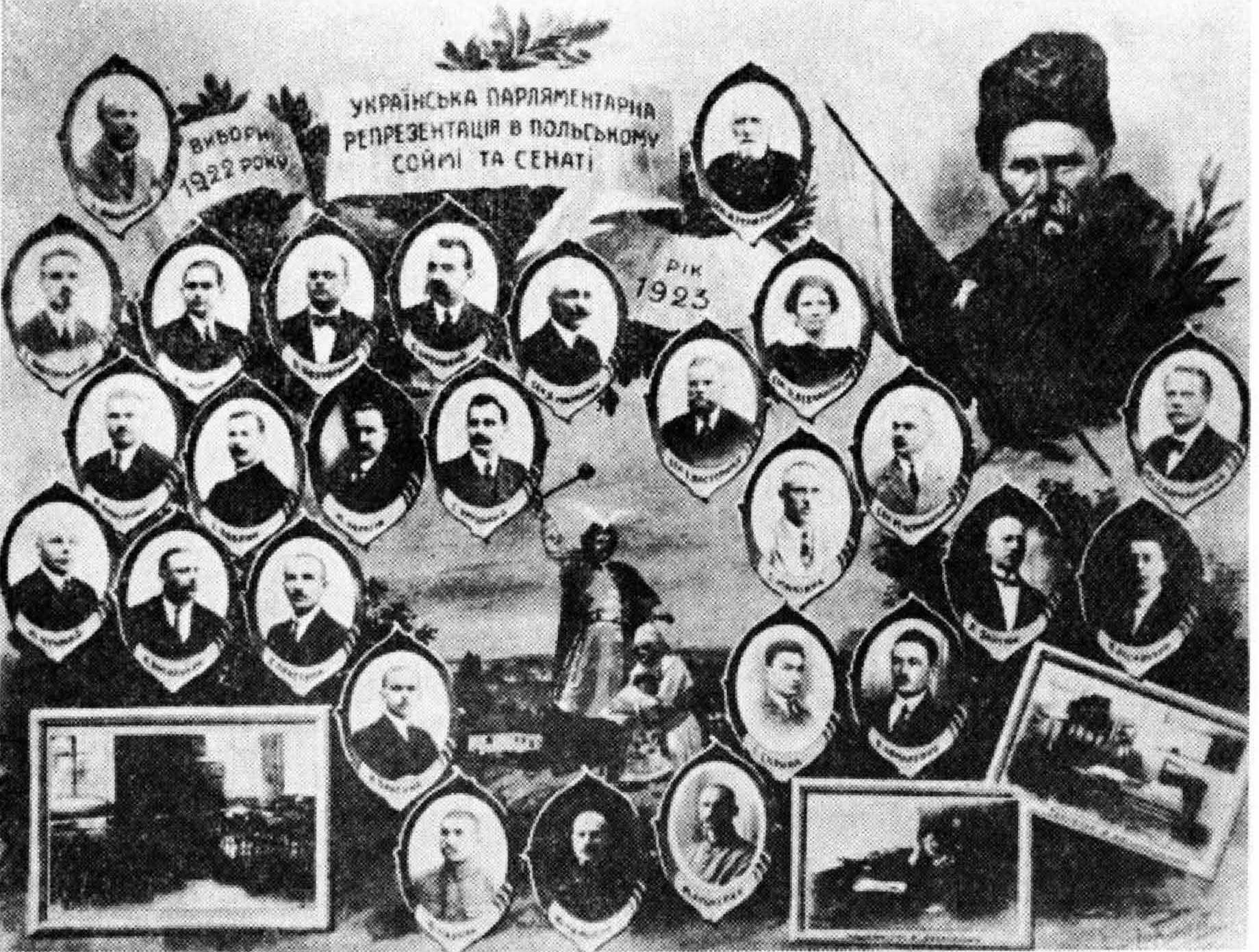
Українська Парляментарна Репрезентація в Польському Соймі і Сенаті з польських виборів 1922 року. Семен Любарський крайній зліва згори.

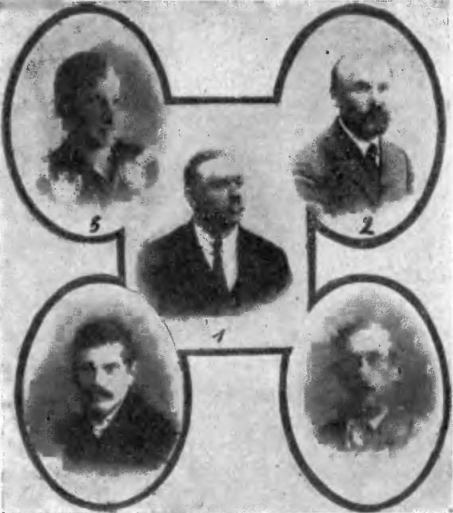
Головні діячі «Рідної Хати» близько 1924 року: Антін Васиньчук (голова, № 1), Семен Любарський (заступник голови, № 2), Марія Федонь (член товариства, № 5), Кость Сошинський (секретар, ліворуч внизу) та Іван Новосад (скарбник, праворуч внизу)

У 1921 році був делегатом 1-го Українського народного з'їзду Холмщини і Підляшшя. У 1922 році став співорганізатором Українського виборчого комітету, увійшов до ЦК Виборчого блоку національних меншин, від якого у тому ж році обраний в окрузі Красностав послом сейму Польщі (за нього проголосувало 25 566 виборців). Зберігав мандат до 1928 року.
Як парламентарій послідовно відстоював права українців у Польщі, вносив інтерпеляції стосовно бюджетних, шкільних, церковних та інших справ. У 1924 році обраний до президії Українського народного комітету Холмщини і Підляшшя. Брав участь у розробці статуту українського університету і політехніки, відкриття яких як державних у Львові домагалася українська громадськість. У 1920-ті роки був одним з головних діячів українського просвітницького товариства «Рідна Хата». У 1930-ті роки продовжував громадсько-політичну і культурно-просвітницьку діяльність.
У липні 1938 року, після акції руйнування низки православних церков на Холмщині та Південному Підляшші, входив до складу делегації мирян, яка мала передати меморіал польській владі з проханням припинити переслідування населення православного віросповідання в Польщі. Проте згодом акції переслідування тільки посилилися. Влітку 1939 року Семена Любарського разом з низкою інших громадських діячів Холмщини заарештували й ув'язнили у таборі в Березі Картузькій. Звільнений після поразки Польщі на початку Другої світової війни.

### Діяльність під час Другої світової війни
5 листопада 1939 року на Народному З'їзді Холмщини і Підляшшя, основним завданням якого було упорядкування церковно-релігійного життя у цьому регіоні, обраний до Тимчасової Церковної Ради від мирян, а пізніше став членом створеної цією Радою окремої Церковної Управи, яка мала замінити на Холмщині і Підляшші Варшавську православну консисторію. Члени З'їзду дійшли висновку, що головою Православної Церкви та єпархіальним єпископом Холмщини і Підляшшя повинен бути митрополит Діонісій. Для того щоб сповістити митрополита про рішення З'їзду, Семен Любарський та Володимир Косоноцький (також член Церковної управи) вирушили до Діонісія у Варшаву і до грудня 1939 року провели з ним низку нарад, результатом яких стало затвердження Діонісієм рішень З'їзду.
У 1940-ві роки мешкав у Холмі, у квартирі священника Володимира Мархеви, у якій була організована «бурса» для учнів гімназії, технічної школи та інших навчальних закладів. У цей час Семен Васильович був секретарем консисторії Холмсько-Підляської єпархії, а також очолював друкарню й опікувався бібліотекою. Заснував у Холмі музей імені Михайла Грушевського і був його керівником (1940—1944). У вересні 1943 року брав участь в урочистостях, присвячених поверненню на Холмщину Холмської ікони Божої Матері, зокрема серед інших виголосив промову та вартував її.
Помер 1944 року в Скригічині Грубешівського повіту на Холмщині.